# BMW R12
De BMW R 12 is een motorfiets van het merk BMW.
In 1934 introduceerde BMW de opvolgers van de R 11 (toermodel) en R 16 (sportmodel). Dit waren de R 12 en de R 17.
Nog steeds paste men hier twee principes op toe:
- Er werden steeds kleine series van één toermodel met zijklepmotor en één sportmodel met kopklepmotor uitgebracht
- Er werd gewerkt volgens het "Baukastensystem", waardoor zo veel mogelijk onderdelen uitwisselbaar waren.

Op de R 12 en R 17 werd voor het eerst een telescoopvork toegepast. Volgens velen de eerste in serie geproduceerde telescoop ter wereld, maar het kleine Deense merk Nimbus had enkele maanden eerder een ongedempte telescoopvork in de markt gezet. De BMW-vork had echter wel hydraulische schokdempers.
Beide nieuwe BMW's leverden aanmerkelijk meer vermogen dan hun voorgangers. Ten opzichte van de R 11 gold dat ook voor de R 12: van 18 naar 22 pk.
In 1938 bracht BMW twee opvolgers voor de R 12 uit: de R 71 en een 600cc model, de R 61, maar de R 12 bleef desondanks tot 1941 in productie. Mogelijk had dat te maken met de inzet bij de Wehrmacht.
De BMW R12 en BMW R61 zijn in 1938,1939 en 1940 ook aan het Nederlandse leger geleverd.

## Technische gegevens
| Periode         | 1934-1941                              | 1934-1941                              | 1934-1941                              |
| Categorie       | toermotor                              | toermotor                              | toermotor                              |
| Motortype       | zijklepmotor                           | zijklepmotor                           | zijklepmotor                           |
| Bouwwijze       | langsgeplaatste tweecilinderboxermotor | langsgeplaatste tweecilinderboxermotor | langsgeplaatste tweecilinderboxermotor |
| boring          | 78 mm                                  | 78 mm                                  | 78 mm                                  |
| slag            | 78 mm                                  | 78 mm                                  | 78 mm                                  |
| Cilinderinhoud  | 745 cc                                 | 745 cc                                 | 745 cc                                 |
| Max. Vermogen   | 16 kW/22 pk                            |                                        |                                        |
| Topsnelheid     | 120 km/h                               | 120 km/h                               | 120 km/h                               |
| Aandrijving     | as                                     | as                                     | as                                     |
| Rijwielgedeelte | dubbel wiegframe, plaatframe           | dubbel wiegframe, plaatframe           | dubbel wiegframe, plaatframe           |
| Voorganger      | R 11                                   | R 11                                   | R 11                                   |
| Opvolger        | R 61 en R 71                           | R 61 en R 71                           | R 61 en R 71                           |